# Соколов, Андрей Павлович
Андрей Павлович Соколо́в (род. 22 января 1968, Усть-Каменогорск, Казахская ССР, СССР) — советский, казахстанский и российский хоккеист, защитник, мастер спорта международного класса. Игрок сборной Казахстана. Ныне тренер.

## Биография
Воспитанник усть-каменогорского хоккея, тренер — Владимир Гольц.
Всю свою карьеру провел в клубах «Торпедо» (Усть-Каменогорск) и «Металлург» (Магнитогорск). В 2005 году, после окончания карьеры хоккеиста перешёл на тренерскую работу. В 2005—2007 гг. тренер фарм-клуба «Металлург»-2 (Магнитогорск), с 2007 г. — тренер главной команды «Металлурга».
В составе сборной Казахстана участвовал на Олимпийских играх и пяти чемпионатах мира.
Сын Константин — хоккеист, нападающий.

## Достижения
- Четвертьфиналист зимних Олимпийсих игр 1998 г.
- Двукратный чемпион России (1999, 2001 гг.).
- Обладатель золотого шлема 2004 г.
- Серебряный призёр чемпионата России (1998, 2004 гг.).
- Бронзовый призёр чемпионата России (1995, 2000, 2002 гг.).
- Обладатель Кубка России 1998 г.
- Двукратный чемпион Евролиги (1999, 2000 гг.).
- Чемпион Казахстана 1993, 1994 гг.
- Серебряный призёр Зимней Универсиады 1991 г.
- Бронзовый призер чемпионата КХЛ 2008-2009 г., 2017-2018 г.,
- Серебряный призер чемпионата КХЛ 2014-2015 г.,
- Обладатель Кубка европейских чемпионов 2008 г